# Dolores Medio Estrada
Dolores Medio Estrada   (Oviedo, 16 de desembre de 1911 - Oviedo, 1996) va ser una novel·lista asturiana en castellà. La seva obra més important és Nosotros los Rivero (1953), amb la qual va guanyar el Premi Nadal de novel·la. Generalment s'inclou en la Generació del 36.
Va estudiar magisteri, i va exercir com a mestra a Nava (Astúries) fins que el 1945 guanyà el Premi Concha Espina en un concurs organitzat pel setmanari Domingo, de tirada estatal. Això li va permetre traslladar-se a Madrid, on col·laboraria amb la revista, sota el pseudònim d'Amaranta, i es matricularia a l'Escola de Periodisme. Quan el 1952 va guanyar el Premi Nadal va poder-se dedicar exclusivament a la literatura.
El 1963 començà la seva trilogia Los que vamos a pie amb la novel·la Bibiana, en el qual es relaten els fets (autobiogràfics, com gran part de la seva obra) relatius a la manifestació en suport als miners que la va portar a presó, experiència que també va relatar a Celda común. Va obtenir també el Premi Sésamo amb Andrés.
És una de les màximes representants de la literatura social a Espanya, així com de l'estètica social realista, i va ser molt aclamada durant la dècada dels cinquanta, fins ben entrats els 60, moment en què la literatura social va perdre protagonisme.
El 2003 s'inaugurà a Oviedo l'escultura coneguda com a "Dolores Medio", un bust gegant de l'escriptora a la plaça que porta el seu nom.

## Obres seleccionades
- Nosotros los Rivero (1953)
- Funcionario público (1956)
- Diario de una maestra (1961)
- El señor García (1966)
- Farsa de verano (1973)
- Atrapados en la ratonera (1980)
- El fabuloso mundo de Juan sin Tierra (1981)
- El Urogallo (1982)